# النس‌بورگ ۳۷۱۱
سیارک ۳۷۱۱ (به انگلیسی: 3711 Ellensburg، نامگذاری:1983QD) سه هزار و هفتصد و یازدهمین سیارک کشف شده‌است که در ۳۱ اوت ۱۹۸۳ کشف شد.
قدر مطلق سیارک برابر ۱۲٫۹۰ است.